# 동서로 (시흥시)
동서로(Dongseo-ro)는 경기도 시흥시 월곶동 월곶교차로에서 시흥시 정왕동을 잇는 도로이다

## 주요 경유지
경기도
- 시흥시 (월곶동 . 장곡동 . 연성동 . 목감동)

## 노선
| 이름                               | 접속 노선                | 소재지          | 소재지          | 비고            |
| 서해안로와 직결                    | 서해안로와 직결          | 서해안로와 직결 | 서해안로와 직결 | 서해안로와 직결 |
| ---------------------------------- | ------------------------ | --------------- | --------------- | --------------- |
| 월곶 교차로                        | 서해안로                 | 시흥시          | 월곶동          |                 |
| 상곡 교차로                        | 군자로                   | 시흥시          | 월곶동          |                 |
| 상곡교                             |                          | 시흥시          | 월곶동          |                 |
| 범말 교차로                        | 월동중앙로               | 시흥시          | 월곶동          |                 |
| 능고개                             |                          | 시흥시          | 월곶동          |                 |
| 장곡 교차로                        | 마유로                   | 시흥시          | 장곡동          |                 |
| 가르등성이고개                     |                          | 시흥시          | 장곡동          |                 |
| 연성1 교차로 (연성1교)             | 인선길                   | 시흥시          | 장곡동          |                 |
| 연성2 교차로                       | 황고개로                 | 시흥시          | 장곡동          |                 |
| 장곡교                             |                          | 시흥시          | 연성동          |                 |
| 장현 교차로                        | 시청로                   | 시흥시          | 연성동          |                 |
| 차돌배기고개                       |                          | 시흥시          | 연성동          |                 |
| 장현교                             |                          | 시흥시          | 연성동          |                 |
| 둔내 교차로 (둔내고가차도)         | 국도 제39호선 (시흥대로) | 시흥시          | 연성동          |                 |
| 범배터널                           |                          | 시흥시          | 연성동          |                 |
| 나분들 교차로                      | 연성로                   | 시흥시          | 연성동          |                 |
| 물왕교                             |                          | 시흥시          | 목감동          |                 |
| 물왕 교차로                        | 금화로                   | 시흥시          | 목감동          |                 |
| 물왕삼거리                         |                          | 시흥시          | 목감동          |                 |
| 목감지하차도 교차로 (목감지하차도) | 국도 제42호선 (수인로)   | 시흥시          | 목감동          |                 |
| (이름없음)                         | 박달로                   | 시흥시          | 목감동          |                 |

## 주요 시설및 건물
- GS칼텍스 신월곶주유소 (동서로 177/월곶동 166-1)
- HD현대오일뱅크 월곶하이웨이 주유소 (동서로 174/월곶동 165-2)
- GS칼텍스 장연주유소 (동서로 633/광석동 138-2)
- HD현대오일뱅크 금강석유 나분들주유소 (동서로 674/광석동 33-2)
- SK에너지 금진주유소 (동서로 895-1/물왕동 56)
- 티스테이션 목감점 (동서로 963/조남동 366-1)
- 타이어프로 목감점 (동서로 981/조남동 218-44)
- KG모빌리티 목감전시장 (동서로 983/조남동 218-25)
- 버거킹 시흥목감SK점 (동서로 996/조남동 690)
- SK에너지 효장에너지 5주유소 (동서로 996/조남동 690)
- CU 목감센터점 (동서로 1047/조남동 168-10)
- 신협 미소신협 목감지점 (동서로 1056/조남동 169-31)
- CU 시흥목감점 (동서로 1080/목감동 242-1)
- GS25 시흥드림점 (동서로 1095-1/논곡동 160-29)
- 세븐일레븐 시흥목감중앙점 (동서로 1106/목감동 202-23)
- 파리바게뜨 목감점 (동서로 1111-1/논곡동 148-2)
- 목감치안센터 (동서로 1115/논곡동 147-8)
- SK에너지 목감IC점 (동서로 1200/목감동 178-1)
- 세븐일레븐 시흥목감IC점 (동서로 1208-6/목감동 87-1)